# Teigarhorn

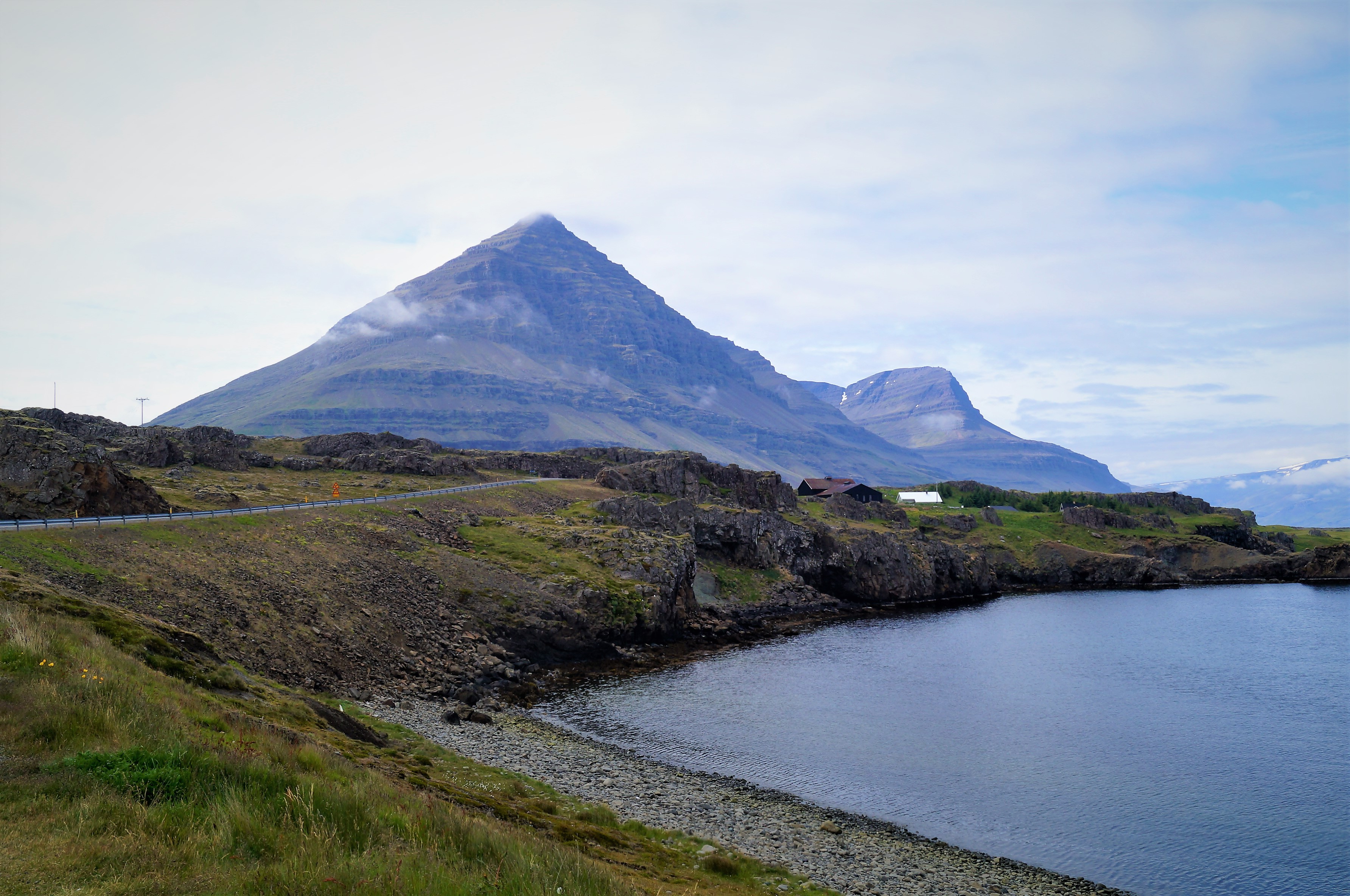
Teigarhorn y Búlandstindur

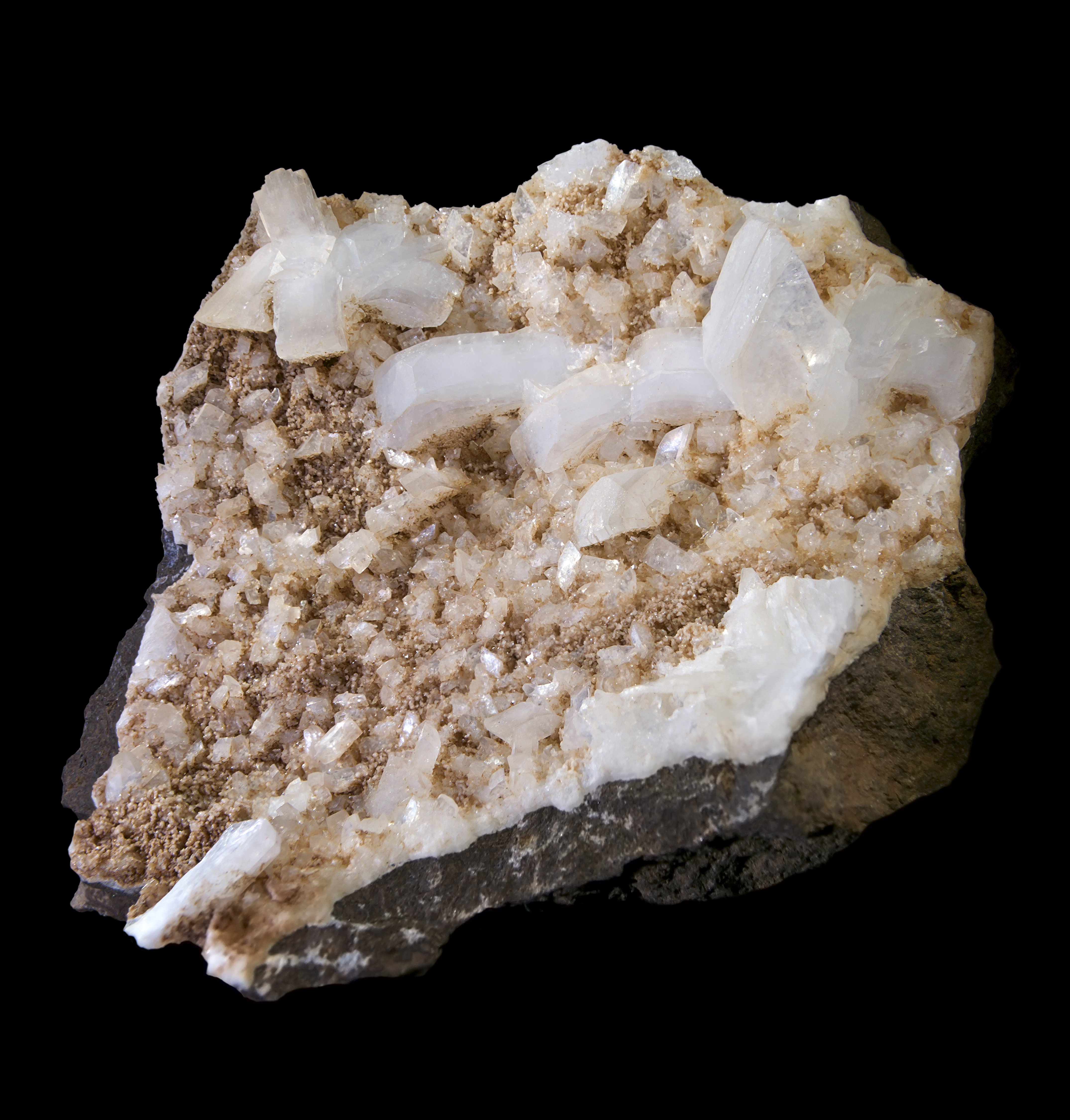
Heulandite, Teigarhorn

Teigarhorn es una finca de Islandia situada en el condado de Buland, a unos 4 kilómetros al occidente de la aldea de pescadores de Djúpivogur. Es uno de los mejores puntos de observación en todo el mundo de zeolitas, que se desarrollan en los acantilados cercanos a la costa. En el lugar hay una estación meteorológica. Es el lugar donde se ha registrado la más alta temperatura de la historia de Islandia, el 22 de junio de 1939, cuando el termómetro marcó 30,5 °C.

## Monumento natural
Desde 1975, la granja Teigarhorn está parcialmente protegida como monumento natural por la ley de protección de la naturaleza y en 2013, la totalidad del terreno fue declarado reserva natural por la misma ley. El objetivo de la protección es preservar y mantener las condiciones naturales, especialmente en las zonas ricas en zeolita, así como permitir el acceso público a la zona.